# Quercus oblongifolia
Quercus oblongifolia es una especie arbórea de la familia de las fagáceas. Está clasificada en la Sección Quercus, que son los robles blancos de Europa, Asia y América del Norte. Tienen los estilos cortos; las bellotas maduran en 6 meses y tienen un sabor dulce y ligeramente amargo, el interior de la bellota tiene pelo. Las hojas carecen de una mayoría de cerdas en sus lóbulos, que suelen ser redondeados.

## Distribución
Este roble es común en las altas praderas, cañones y mesetas en Texas, Arizona y Nuevo México y en los estados de Baja California Sur, Chihuahua, Coahuila y Sonora en México.

## Descripción
Quercus oblongifolia es un pequeño árbol de hoja perenne que alcanza un tamaño de 5-8 metros de altura con una copa redondeada. En las elevaciones más altas normalmente es un arbusto grande. El tronco es de hasta medio metro de diámetro y la corteza es de color gris claro y densamente fruncido. Las ramitas son de color marrón amarillento y sin pelo con los brotes de color marrón rojizo. Las hojas son pequeñas, alternas y oblongas, con márgenes enteros, coriáceos, de color verde azulado por encima y mediados a verde por abajo. Las flores aparecen en primavera, al mismo tiempo que las hojas viejas se desprenden y el nuevo crecimiento de la hoja comienza. Las flores masculinas forman amentos color verde-amarillento y las flores femeninas son solitarias o en pares y crecen en las axilas de las hojas. Las bellotas de color marrón claro son ovoides u oblongas, de unos dos centímetros de largo y con escamas, las copas en forma de cuenco alrededor de un tercio de la longitud de bellota.

## Hábitat
Este roble es común en las elevaciones de 1200 a 1800 metros. A menudo se encuentra en los suelos arenosos finos en las regiones semiáridas y es la especie dominante en el bosque abierto de robles más bajo donde crece en asociación con Quercus arizonica y Quercus emoryi. Se trata de un importante constituyente de las comunidades de enebros-piñoneros, donde crece en asociación con especies de pino y enebro, Vauquelinia californica), Eriogonum wrightii, Mimosa aculeaticarpa, Muhlenbergia emersleyi, Eragrostis intermedia, Fendlera rupicola y Lycurus phleoides.

## Taxonomía
Quercus oblongifolia fue descrita por John Torrey y publicado en Report of an Expedition down to the Zuni and Colorado Rivers 173, pl. 19 [as "oblongifolius"]. 1853.
Etimología
Quercus: nombre genérico del latín que designaba igualmente al roble y a la encina.
oblongifolia: epíteto latíno que significa "con hojas oblongas".